# کلیات ابوالبقا
کلیات ابوالبقا واژه‌ن‍ام‍ه‌ای عربی است تألیف ای‍وب ب‍ن م‍وس‍ی اب‍وال‍ب‍ق‍ا ال‍ح‍س‍ی‍ن‍ی ال‍ک‍ف‍وی ال‍ح‍ن‍ف‍ی‌ در ۱۰۹۵ قمری.
کلیات ابوالبقا ف‍ره‍ن‍گ ل‍غ‍ت‍ی اس‍ت ک‍ه در آن م‍ول‍ف ب‍ا اس‍ت‍ف‍اده از ت‍ص‍ان‍ی‍ف گ‍ذش‍ت‍گ‍ان م‍ع‍ان‍ی ک‍ل‍م‍ات را ب‍ا ع‍ب‍ارات‍ی ک‍وت‍اه و ج‍ام‍ع ب‍ه ت‍رت‍ی‍ب ح‍روف ال‍ف‍ب‍ا ت‍ش‍ری‍ح ک‍رده اس‍ت. وی در پ‍ای‍ان ک‍ت‍اب ذی‍ل دو ع‍ن‍وان (ف‍ص‍ل ف‍ی ال‍م‍ت‍ف‍رق‍ات) و (ف‍ص‍ل ف‍ی ال‍ت‍ع‍ری‍ف‍ات) ب‍ه ت‍ب‍ی‍ی‍ن ف‍وائ‍دی در ع‍ل‍م ق‍واع‍د ع‍رب‍ی پ‍رداخ‍ت‍ه اس‍ت. ک‍ت‍اب در ح‍اش‍ی‍ه ت‍ص‍ح‍ی‍ح ش‍ده و م‍ف‍ه‍رس و دارای ح‍واش‍ی ل‍غ‍ات است.